# Salme (Estonia)
Salme (in tedesco Salmbeck, in svedese Salm) era un comune rurale dell'Estonia occidentale, nella contea di Saaremaa. Il centro amministrativo era l'omonimo borgo (in estone alevik).
È stato soppresso nel 2017 in seguito alla fusione di tutti i comuni dell'isola nel nuovo comune di Saaremaa.

## Località
Oltre al capoluogo il comune comprende 24 località (in estone küla):
Anseküla, Easte, Hindu, Imara, Järve, Kaimri, Kaugatoma, Läätsa, Lahetaguse, Länga, Lassi, Lõmala, Lõu, Metsalõuka, Mõisaküla, Möldri, Rahuste, Suurna, Tehumardi, Tiirimetsa, Toomalõuka, Ula, Üüdibe, Vintri.